# Sfincione

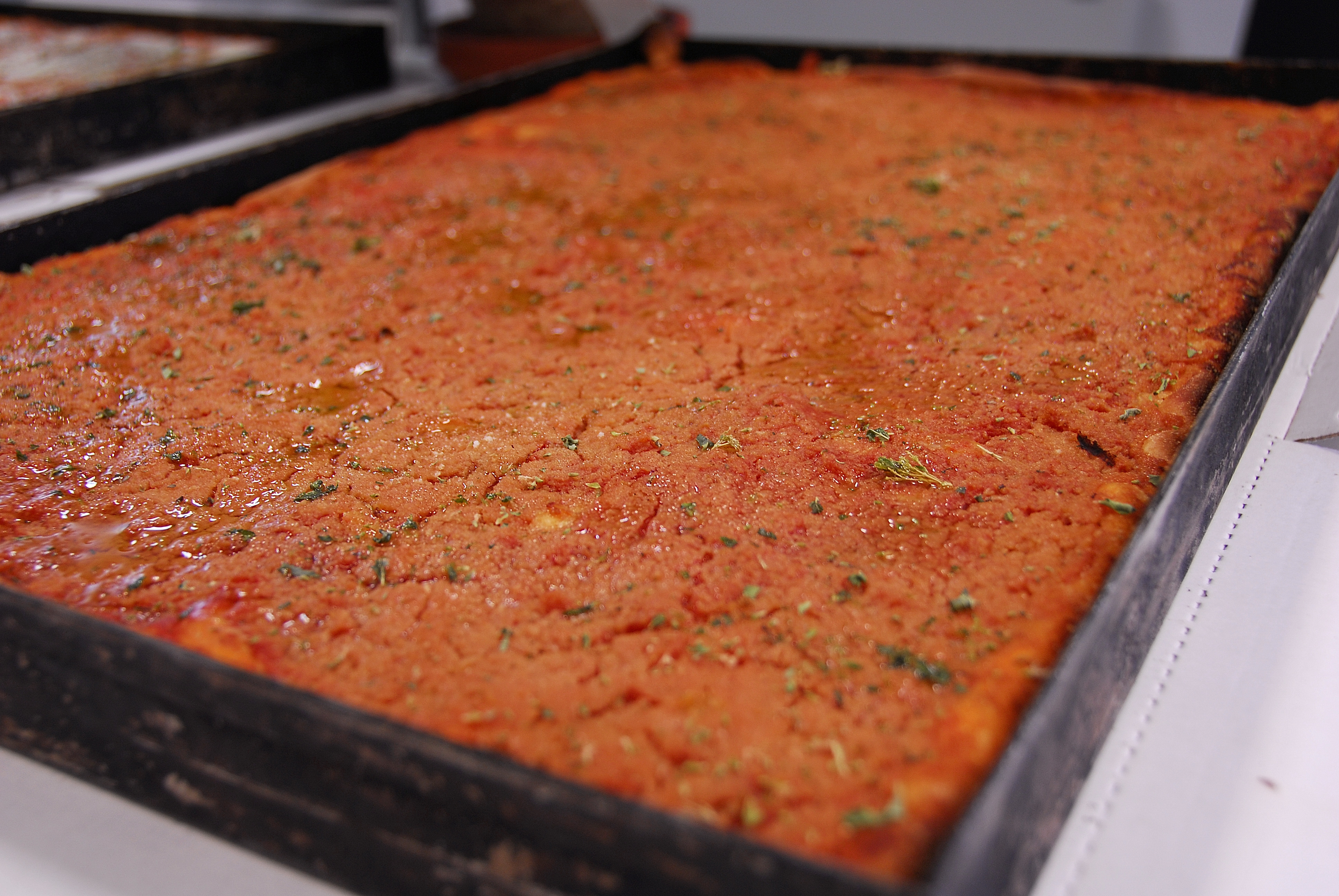
Plaque de sfincione sortant du four.

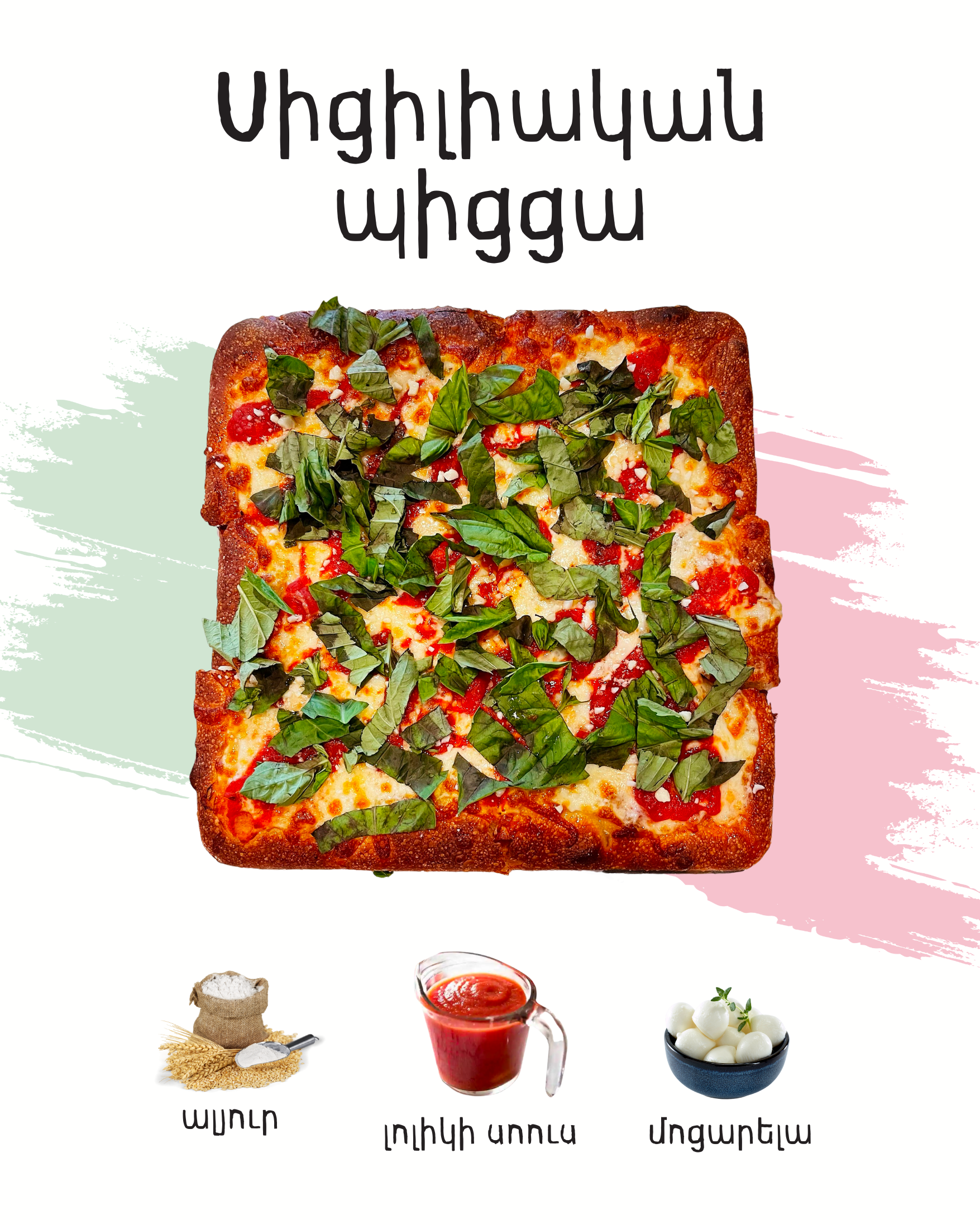
Pizza carrée.

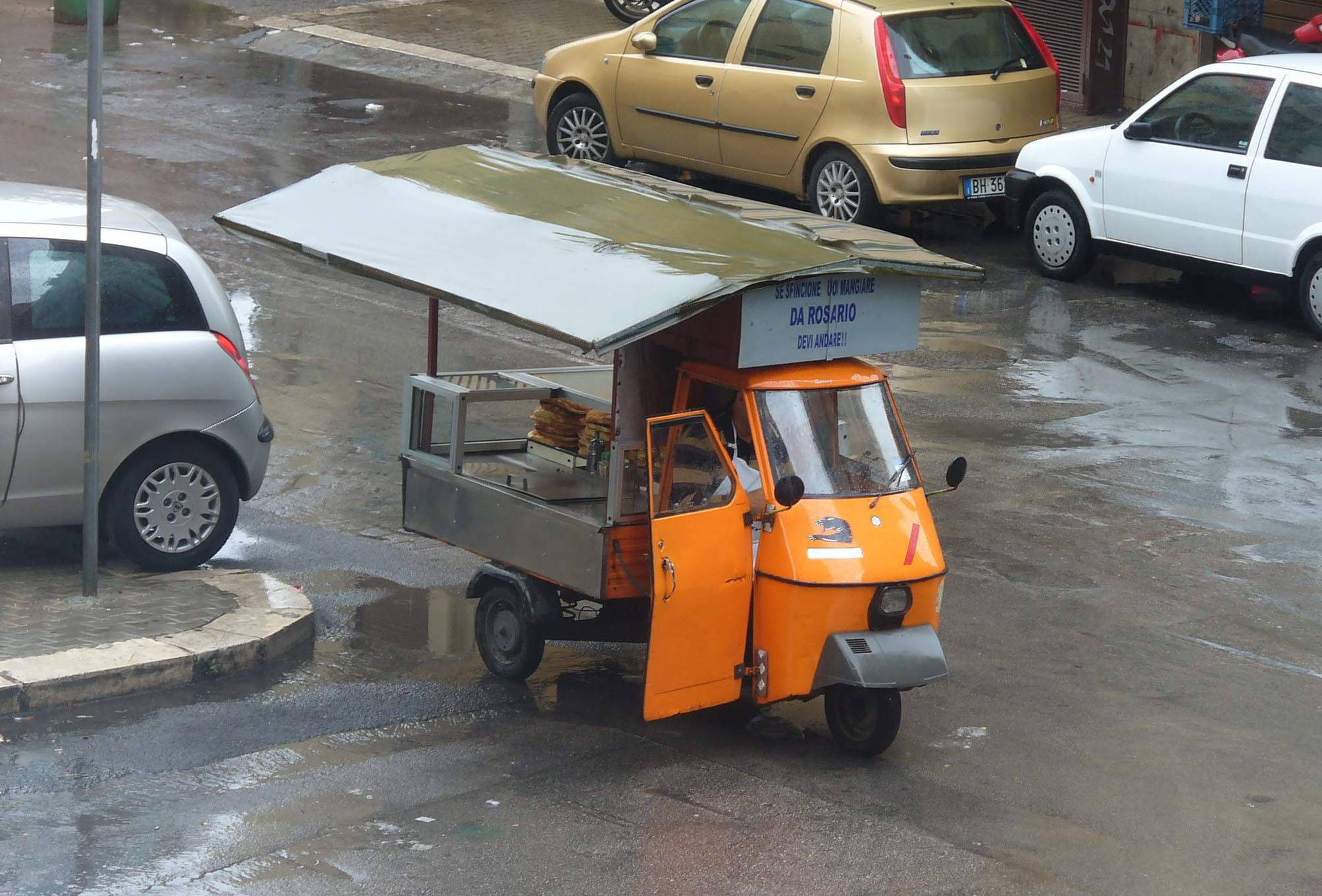
Typique vendeur de sfincione (un jour de pluie) à Palerme.

Sfincione (sfinciuni ou spinciuni en sicilien) est une sorte de pizza carrée caractéristique de la province de Palerme.

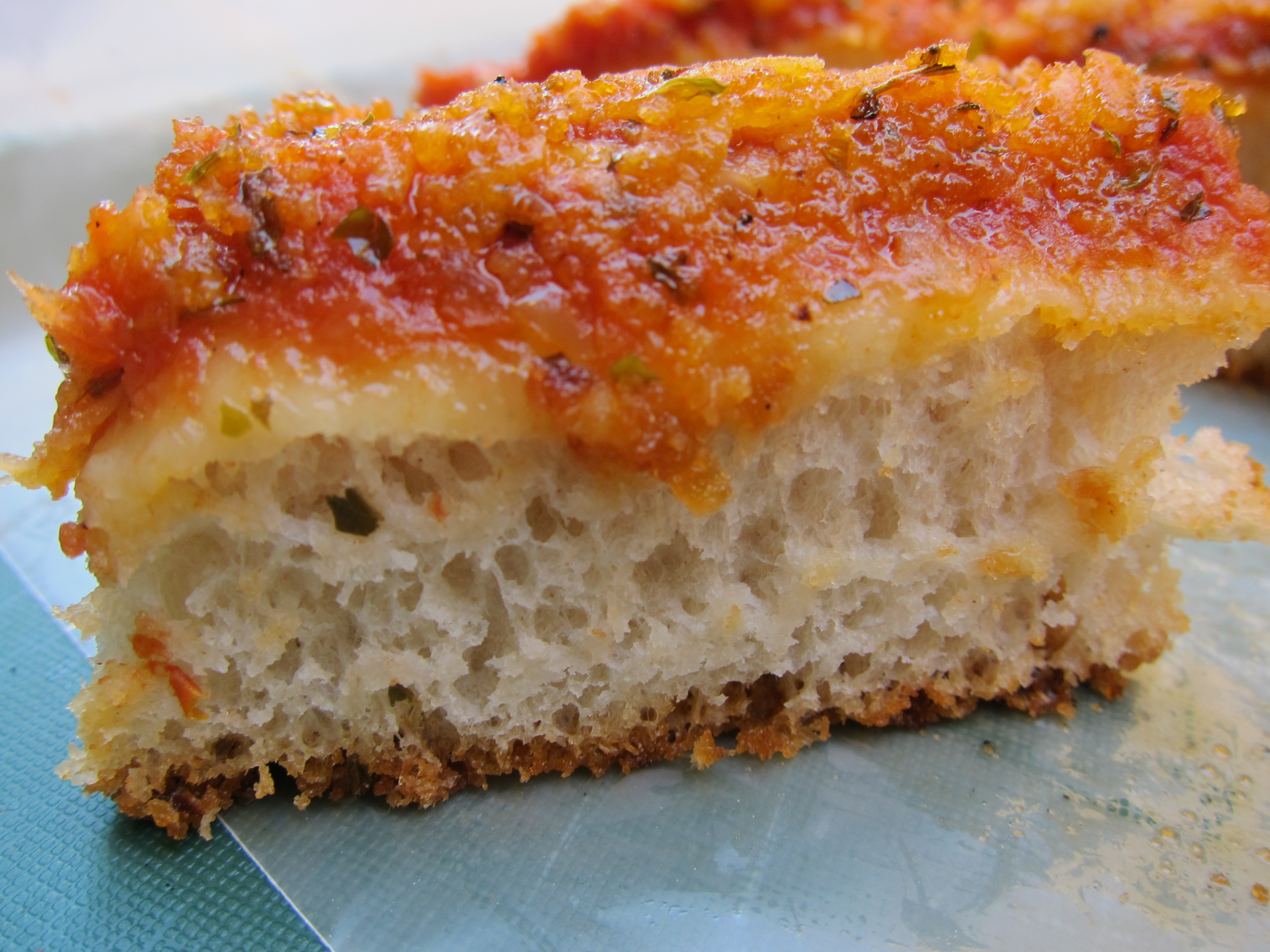
Vue rapprochée de la coupe d'une tranche.

Comme la sfincia di San Giuseppe (it), le nom est dérivé du latin spongia, « éponge », ou bien de l'arabe ﺍﺴﻔﻨ, isfanǧ, qui indique un beignet au miel.

## Description
Il s'agit d'une ancienne recette de pizza qui utilise une pâte à pain levée deux fois (d'où sa souplesse) avec une garniture de sauce tomate, oignons et morceaux de fromage typiquement sicilien (appelé  caciocavallo ragusano).
Le sfincione peut être dégusté seulement à Palerme et dans sa province dans les pizzerias ou les trattorias. À noter qu'à Bagheria la recette ne comporte pas de sauce tomate.
Il est commercialisé artisanalement aussi près de la Porta Sant'Agata (it), par des vendeurs ambulants qui parcourent les rues de la ville à bord de tricycle ou de lapini et invitent à déguster leurs produits en criant à travers un mégaphone.